# Марк Юний Брут (консул)
Марк Юний Брут (лат. Marcus Iunius Brutus; III—II века до н. э.) — римский политический деятель, военачальник и дипломат, консул 178 года до н. э. Во время своего консульства вёл войну в Истрии, позже выполнял ряд дипломатических миссий на Востоке.

## Биография
Марк Юний принадлежал к плебейскому роду Юниев, первые достоверные известия о котором относятся к концу IV века до н. э. Позже, в I веке до н. э., плебеи Бруты уже претендовали на происхождение от патриция Луция Юния Брута, легендарного основателя Римской республики, имевшего якобы троянское происхождение. Согласно фастам, у отца и деда Марка Юния был тот же преномен — Марк.
Марк Юний впервые упоминается в источниках под 195 годом до н. э. в качестве народного трибуна. Вместе с коллегой Публием Юнием Брутом (возможно, младшим братом) он выступил против отмены Оппиева закона, ограничивавшего роскошь для женщин. Брутов поддержал и один из консулов, Марк Порций Катон, но в конце концов им пришлось уступить под давлением знатных матрон и их мужей.
Позже Марк Юний занимал должность плебейского эдила (вероятно, в 193 году до н. э.) и построил со своим коллегой Луцием Оппием Салинатором так называемую Tabernae plebeiae на Форуме, вскоре, правда, разрушенную Катоном из-за строительства Порциевой базилики. В 191 году Брут стал претором (снова вместе с Луцием Оппием); сферой его полномочий в соответствии с результатами жеребьёвки оказались судебные разбирательства. В том же году он освятил храм Великой Идейской Матери на Палатине.
В 189 году до н. э., на заключительном этапе Сирийской войны, Марк Юний стал одним из десяти легатов, отправленных сенатом на Восток для оформления послевоенных границ в Азии.
Только в 178 году до н. э. Марк Юний достиг вершины своей карьеры — консульства. Его коллегой стал патриций Авл Манлий Вульсон. По жребию Бруту досталась война с лигурами, но, когда появилась информация о поражении Вульсона в Истрии, Марка Юния отправили на помощь коллеге. Консулы зазимовали в Аквилее, а весной, поскольку их власть в провинции была продлена, снова вторглись в Истрию и осадили город Несаттий. В этот момент прибыл новый консул, Гай Клавдий Пульхр, который взял командование в войне на себя и добился окончательной победы.
В 169 году до н. э. Брут был одним из шести кандидатов в цензоры, но проиграл выборы. После этого он вместе с ещё двумя консулярами отправился в Малую Азию, чтобы укрепить антимакедонский союз. В 164 году до н. э. он в третий раз стал послом в Азии, пытаясь положить конец распре между каппадокийским царём Ариаратом и галатами.
Сыновьями Марка Юния были Марк, претор примерно в 140 году до н. э., и Децим, консул 138 года до н. э.